# Niner Bikes
NINER BIKES:

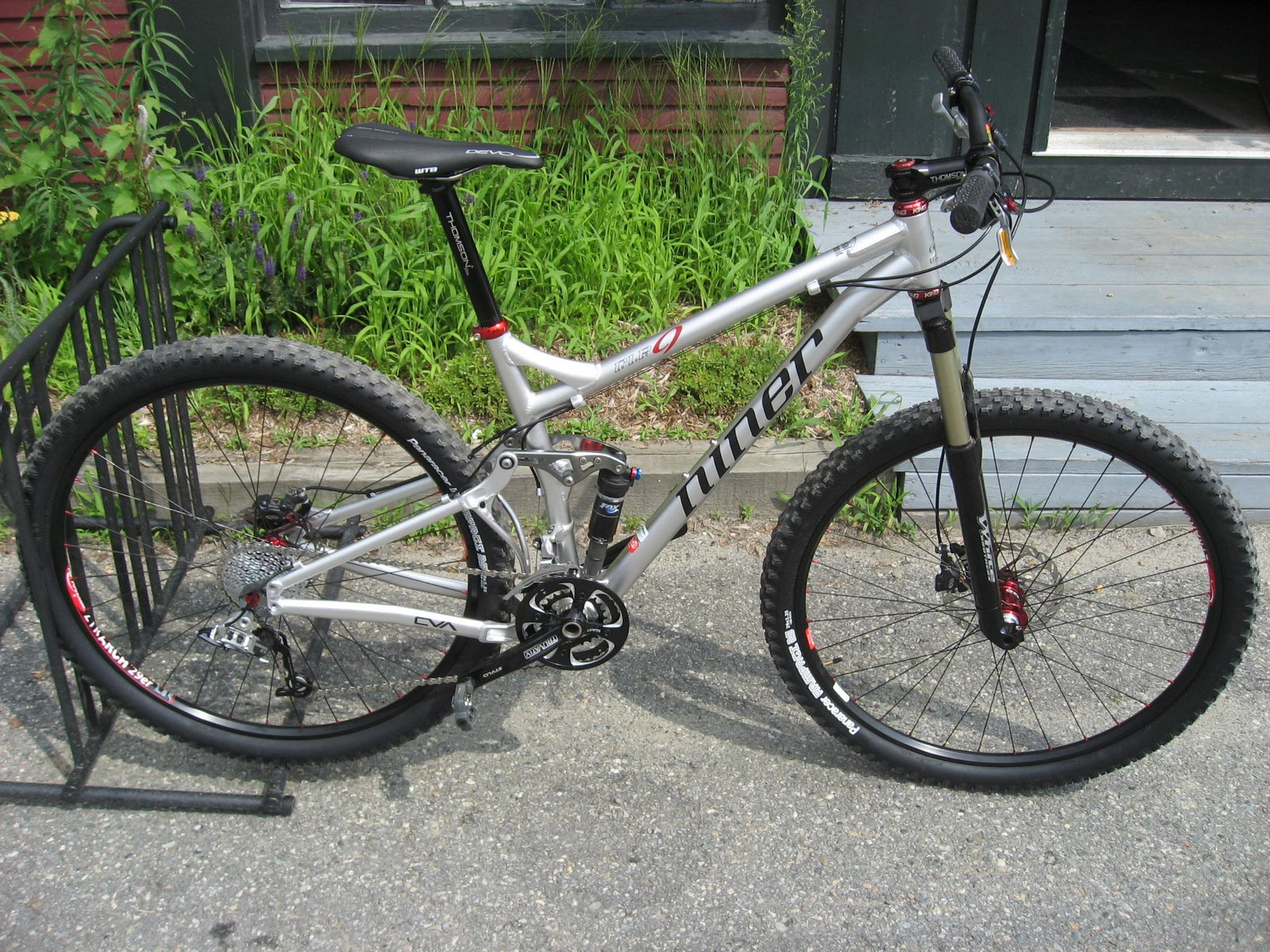
Bicicleta Niner, modelo RIP 9.

es una empresa que se dedica a la construcción de bicicletas. Está situada en North Hollywood, California. Exclusivamente fabrica bicicletas de montaña llamadas 29¨ o Two Niner por la dimensión de sus ruedas, justamente de 29 pulgadas. Construye bicicletas de gama alta, hechas en tubaciones de aluminio 7005, Scandium GX2 y acero Reynolds 853. La compañía fue fundada por Chris Sugai y Steve Domahidy a mediados del año 2005.
Construye modelos de cuadro rígido y de doble amortiguación. Los nombres de sus bicicletas son muy sugestivos y llaman la atención cómo: R.I.P.9 (Roll in Peace), E.M.D.9 (Eat my Dust), S.I.R.9 (Steel is Real), etc. Que van de la mano con su lema "La Gran Revolución". Donde proclaman abiertamente que las bicicletas aro 29 dominaran el escenario de las bicicletas de montaña en pocos años. 